# Zielona obietnica
Zielona obietnica (ang. The Green Promise) – amerykański film z 1949 roku w reżyserii Williama D. Russella.